# Norbert Mühlen
Norbert Mühlen, englisch auch Norbert Muhlen oder Norbert Muehlen (* 20. September 1909 als Kurt Stefan Baer  in Fürth; † 20. August 1981 in Manhattan) war ein Widerstandskämpfer gegen den Nationalsozialismus und nach seiner Emigration aus Deutschland ein deutsch-amerikanischer Publizist.

## Leben
Nach seiner Schulausbildung studierte Mühlen Staatswissenschaften an der Ludwig-Maximilians-Universität München. Er wurde dort zum Dr. oec. publ. promoviert. Mühlen betätigte sich führend in antifaschistischen Studentengruppen. Er arbeitete für Publikationen des Ullstein Verlags als Freier Mitarbeiter und publizierte auch unter Pseudonym.
Im Mai 1933, kurz nach der Machtübergabe an die Nationalsozialisten, floh er von München zunächst in die Schweiz und lebte in Zürich. 1934 ging er ins Saargebiet. Dort arbeitete er unter anderem mit Fritz Heymann und Siegfried Thalheimer für die antinazistische Exil-Zeitschrift Westland (später Grenzland). Nach dem Anschluss des Saargebiets an das Deutsche Reich wendete er sich 1935 nach Paris. Dort gründete Mühlen mit weiteren Intellektuellen wie Leopold Schwarzschild, Alfred Döblin, Hermann Kesten und Arkadij Gurland den Bund Freie Presse und Literatur, der sich gegen die Tätigkeiten des kommunistischen Agitationsapparates von Willi Münzenberg richtete. In der französischen Hauptstadt schloss er Freundschaft mit Konrad Heiden. Mit Ausbruch des Zweiten Weltkrieges wurde Mühlen 1939 als „feindlicher Ausländer“ interniert. Von August bis Dezember 1939 wurde er im Stade de Colombes (Paris) festgehalten. Ab Mai 1940 befand er sich unter anderem im Lager von Meslay-du-Maine (Département Mayenne). Im September 1940 gelang ihm während eines Deportationsmarsches die Flucht. Er entkam über Montauban und Marseille in die Vereinigten Staaten, die er im September 1941 erreichte.
Mühlen, der 1947 die amerikanische Staatsbürgerschaft annahm, legte eine Reihe von Büchern vor, sowohl auf Englisch als auch auf Deutsch. Zu den wichtigsten zählen eine Studie über Hjalmar Schacht sowie eine Arbeit über die Familien- und Unternehmensgeschichte der Krupps. Seine publizistische Aufmerksamkeit galt zudem der Nachkriegsentwicklung in Deutschland. Dazu gehörte die Frage, inwieweit es nach 1945 eine Fortexistenz beziehungsweise eine Wiederbelebung jüdischen Lebens in Deutschland geben würde.
Er arbeitete ferner als US-Korrespondent für deutschsprachige Zeitschriften und Zeitungen – beispielsweise für das Periodikum Der Monat sowie für Die Weltwoche – und betätigte sich als Autor für amerikanische Journale wie etwa den sozialdemokratischen New Leader, Reader’s Digest und National Review. Seine Kommentare wurden in vielen US-Tageszeitungen gedruckt. Mühlen zählte zu den Mitgründern des Kongresses für kulturelle Freiheit. Mühlen arbeitete ferner als Geschäftsführer des American Council on Germany. 1960 erhielt er das Bundesverdienstkreuz Erster Klasse aufgrund seiner Aktivitäten zur Förderung des gegenseitigen Verständnisses von Deutschen und Amerikanern.
Seine Ehefrau war Ruth Berenson, eine promovierte Kunstkritikerin, mit der er gelegentlich gemeinsam publizierte. Das Paar hatte eine Tochter.

## Schriften (Auswahl)
- Kurt St. Baer: Der Kampf gegen Großbetriebe des Einzelhandels und die Volkswirtschaft. Jena : G. Fischer, 1932
- So ging die Arbeits-Schlacht verloren. [Zürich?] [1936?]
- Der Zauberer. Leben und Anleihen des Dr. Hjalmar Horace Greeley Schacht. Vorwort von Konrad Heiden. Europa-Verlag, Zürich 1938.
  - Hitler's magician: Schacht: the life and loans of Dr. Hjalmar Schacht. 1938
- The return of Germany, a tale of two countries. Chicago : Regnery, 1953 (310 Seiten)
  - Zweimal Deutschland. Deutsch von Hilde Walter. Köln : Politik und Wirtschaft, 1955 (426 Seiten)
- Das Deutschlandbild der Amerikaner : eine Untersuchung d. öffentl. Meinung. Aus d. Amerikan. übertragen von Elsbeth Focke. Hrsg. von d. Atlantik-Brücke e. V., Hamburg-Wellingsbüttel. 1960
- The incredible Krupps. The Rise, Fall, and Comeback of Germany's Industrial Family. NY : Holt, 1959
  - Die Krupps. Übersetzung aus dem Amerikanischen von Walter Purgleitner. Scheffler, Frankfurt am Main 1960. (Auch: Rowohlt, Reinbek bei Hamburg 1965.)
- The Survivors. A report on the Jews in Germany today. Crowell, New York 1962.
- Die schwarzen Amerikaner. Anatomie einer Revolution. Kohlhammer, Stuttgart 1964.
- Die Amerikaner. Scheffler, Frankfurt am Main 1968
- Amerika - im Gegenteil : antiamerikanische und andere Ansichten. Stuttgart : Seewald, 1972